# Alabanzas al Dios altísimo
Las Alabanzas al Dios altísimo o [AlD], pertenecen al grupo de escritos de San Francisco. Es probable que la mayoría de los escritos no hayan sido escritos de su puño y letra, sino que hayan sido dictados al hermano León, quién escribía lo que Francisco enseñaba. 
Sin embargo hay algunas anotaciones en ciertos escritos como este y como la bendición al hermano León, en los cuales dicho hermano escribe con tinta roja anotaciones que dicen:
El bienaventurado Francisco, dos años antes de su muerte, hizo cuaresma en el monte Alverna, en honor de la bienaventurada Virgen, Madre de Dios, y del bienaventurado Arcángel Miguel, desde la fiesta de la Asunción de Santa María Virgen hasta la fiesta de San Miguel de septiembre. Y se posó sobre él la mano del Señor. Después de la visión y de la alocución del Serafín y de la impresión de las llagas de Cristo en su cuerpo, compuso estas Alabanzas, escritas en el otro lado del papel, y las escribió de su propia mano, dando gracias a Dios por el beneficio que le había concedido
Algunos de los escritos de San Francisco son además de místicos y espirituales, profundamente humanos y poéticos.
Alabanzas al Dios altísimo:
1Tú eres santo, Señor Dios único, que haces maravillas (Sal 76,15).
2Tú eres fuerte, tú eres grande (cf. Sal 85,10), tú eres altísimo, tú eres rey omnipotente, tú, Padre santo (Jn 17,11), rey del cielo y de la tierra (cf. Mt 11,25).
3Tú eres trino y uno, Señor Dios de dioses (cf. Sal 135,2), tú eres el bien, todo el bien, el sumo bien, Señor Dios vivo y verdadero (cf. 1 Tes 1,9).
4Tú eres amor, caridad; tú eres sabiduría, tú eres humildad, tú eres paciencia (Sal 70,5), tú eres belleza, tú eres mansedumbre, tú eres seguridad, tú eres quietud, tú eres gozo, tú eres nuestra esperanza y alegría, tú eres justicia, tú eres templanza, tú eres toda nuestra riqueza a satisfacción.
5Tú eres belleza, tú eres mansedumbre; tú eres protector (Sal 30,5), tú eres custodio y defensor nuestro; tú eres fortaleza (cf. Sal 42,2), tú eres refrigerio.
6Tú eres esperanza nuestra, tú eres fe nuestra, tú eres caridad nuestra, tú eres toda dulzura nuestra, tú eres vida eterna nuestra: Grande y admirable Señor, Dios omnipotente, misericordioso Salvador.